# Gouvernorat de Rif Dimachq
Le gouvernorat de Rif Dimachq (en arabe : محافظة ريف دمشق, Muḥāfaẓat Rīf Dimashq, littéralement « gouvernorat de la campagne damascène ») est l'un des quatorze gouvernorats de Syrie ; il a pour capitale la ville de Damas et est situé dans la partie sud-ouest du pays. Il est bordé par les gouvernorats de Quneitra, Deraa et Soueïda au sud, le gouvernorat de Homs au nord, le Liban à l'ouest et la Jordanie au sud-est.

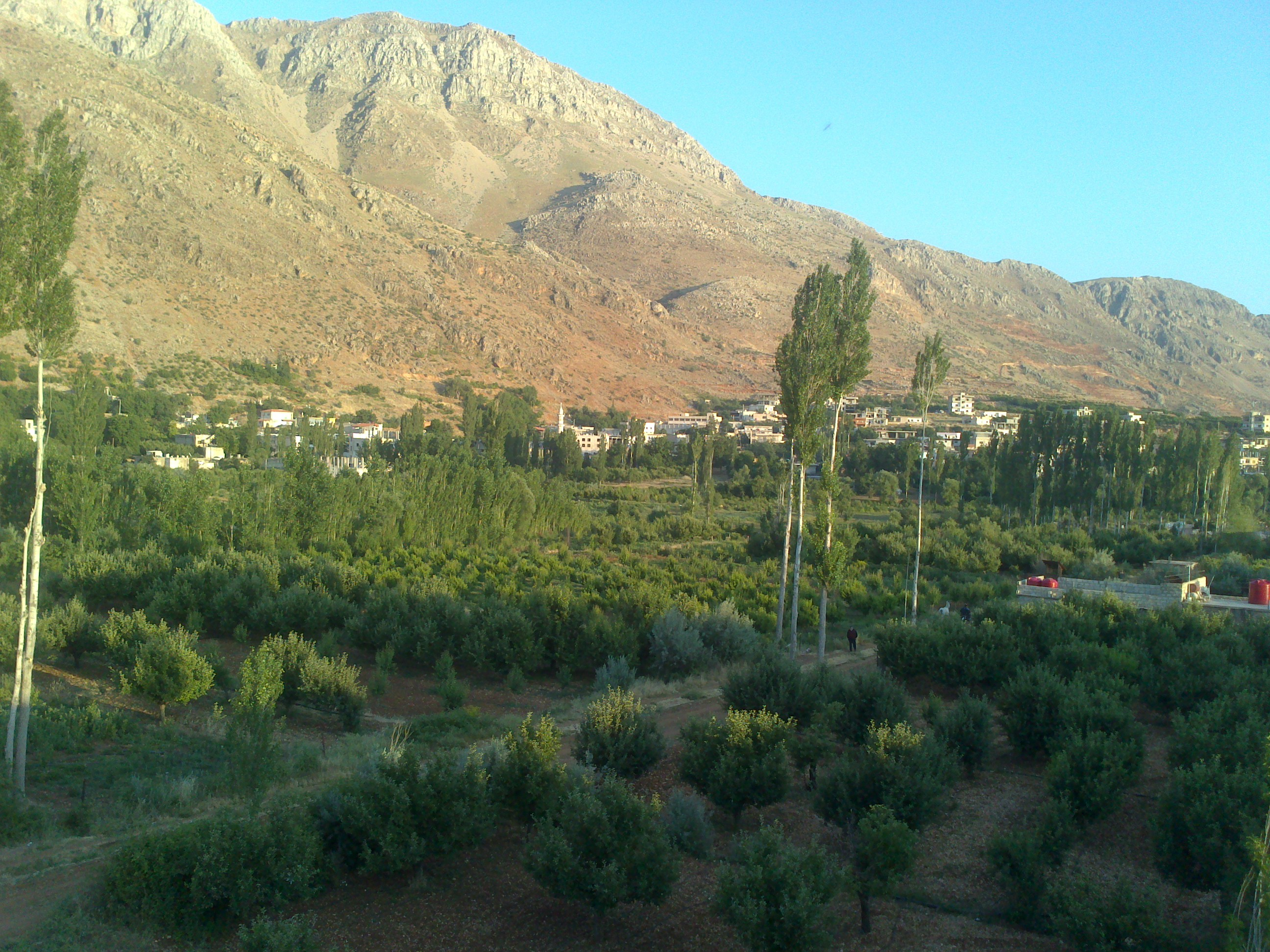
Une vue générale du village d'Ain Hour

Le gouvernorat entoure complètement la ville de Damas. Il a une superficie de 18 032 km² et une population de 2 273 074 habitants (d'après le recensement de 2004).

## Districts
| Nom                | Surface (km²) | Population (2004) | Code   |
| ------------------ | ------------- | ----------------- | ------ |
| Markaz Rif Dimachq | 719,71        | 837 804           | SY0301 |
| Douma              | 19 875,92     | 433 719           | SY0302 |
| al-Qutayfah        | 1 587,63      | 119 283           | SY0303 |
| al-Tall            | 559,06        | 115 937           | SY0304 |
| Yabroud            | 580,34        | 48 370            | SY0305 |
| an-Nabk            | 1 122,87      | 80 001            | SY0306 |
| al-Zabadani        | 393,42        | 63 780            | SY0307 |
| Qatana             | 995,48        | 207 245           | SY0308 |
| Darayya            | 102,48        | 260 961           | SY0309 |
| Qudsaya            | 321,64        | 105 974           | SY0310 |